# Jiráskův buk
Jiráskův buk byl památný strom, který rostl nedaleko města Hronov v okrese Náchod v Královéhradeckém kraji. Pod korunou býval dřevěný stůl, u kterého sedal a psal Alois Jirásek.

## Základní údaje
Buk stál nad starou cestou ve směru Police nad Metují na svahu Jírovy hory, kde se v současnosti říká V lískách. Výrazně převyšoval okolní smrkový porost a lidé ho považovali za nejstarší a nejmohutnější strom v širokém okolí. Tím byl ale jen do 70. let 20. století, kdy si na jeho kořenech rozdělaly děti oheň. Od toho chytla dutina a hasičský zásah už nestačil strom zachránit - musel být poražen. Tlející a obrostlé torzo původního Jiráskova buku je ale na místě k vidění dodnes. 26. září vyčistily děti z DDM Domino Hronov okolí stromu a 28. října 2009 vybraly malý buk u pařezu starého, který ponese jeho památku.

## Památné a významné stromy v okolí
- Hrnčířův jasan
- Lípa ve Velkém Poříčí